# Изотомиды
Изотомиды (лат. Isotomidae) — семейство коллембол из надсемейства Isotomoidea (Entomobryomorpha). Встречаются всесветно, включая Антарктиду. Тело овально-вытянутое с прыгательной вилкой. Голова, как правило, прогнатическая (с ротовыми органами, обращёнными вперёд). Макрохеты в передней части 2-го сегмента груди и чешуйки на теле отсутствуют.

## Классификация
Известно около 1100 видов. Коллемболы семейства Isotomidae относится к надсемейству Isotomoidea из подотряда Entomobryomorpha (или отряда). Известно несколько ископаемых видов: Burmisotoma lamellifera, Isotoma protocinerea, Isotoma crassicornis, Proisotoma pettersonae, Propachyotoma conica, Protodesoria granda. Некоторые авторы также включают в состав семейства Rhyniella praecursor, древнейшее известное насекомое.
Выделяют 4 подсемейства и 210 родов:

### Anurophorinae
Подсемейство Anurophorinae — 344 вида
- Род Antarctophorus — 1 вид
- Род Anurophorus — 52 вида
- Род Blissia — 2 вида
- Род Cryptopygus — 86 видов (Cryptopygus antarcticus)
- Род Cylindropygus — 1
- Род Dagamaea — 4
- Род Gressittacantha — 1
- Род Haploisotoma — 1
- Род Hemisotoma — 5
- Род Isotominella — 2
- Род Isotomodella — 6
- Род Isotomodes — 34
- Род Jesenikia — 2
- Род Micranurophorus — 2
- Род Mucrosomia — 2
- Род Neocryptopygus — 1
- Род Pectenisotoma — 1
- Род Proctostephanus — 6
- Род Proisotomodes — 2
- Род Pseudanurophorus — 12
- Род Rhodanella — 1
- Род Sibiracanthella — 3
- Род Stachanorema — 3
- Род Tetracanthella — 97
- Род Tuvia — 2
- Род Uzelia — 13
- Род Womersleyella — 1
- Род Yosiiella — 1

### Proisotominae
Подсемейство Proisotominae — 462 вида
- Род Appendisotoma — 21 вид
- Род Archisotoma — 25
- Род Arlea — 7
- Род Ballistura — 23
- Род Bonetrura — 1
- Род Burmisotoma — 1
- Род Clavisotoma — 14
- Род Cliforga — 1
- Род Dimorphotoma — 2
- Род Folsomia — 159 видов
- Род Folsomides — 62
- Род Folsomina — 5
- Род Gnathisotoma — 4
- Род Gnathofolsomia — 2
- Род Guthriella — 1
- Род Mucrotoma — 1
- Род Narynia — 3
- Род Proisotoma — 77
- Род Pseudofolsomia — 2
- Род Scutisotoma — 29
- Род Strenzketoma — 1
- Род Subisotoma — 14
- Род Villusisotoma — 2
- Род Weberacantha — 5

### Isotominae
Подсемейство Isotominae  — 473 вида
- Род Aackia — 1 вид
- Род Acanthomurus — 6
- Род Agrenia — 9
- Род Antarcticinella — 1
- Род Araucanocyrtus — 1
- Род Axelsonia — 8
- Род Azoritoma — 1
- Род Cheirotoma — 1
- Род Desoria — более 93 видов (Глетчерная блоха)
- Род Folsomotoma — 9
- Род Granisotoma — 5
- Род Halisotoma — 8
- Род Heteroisotoma — 4
- Род Hydroisotoma — 1
- Род Isotoma — 79
- Род Isotomedia — 1
- Род Isotomiella — 46
- Род Isotomurus — 70
- Род Marisotoma — 3
- Род Martynovella — 2
- Род Metisotoma — 2
- Род Micrisotoma — 1
- Род Mucracanthus — 2
- Род Myopia — 1
- Род Najtia — 1
- Род Octodontophora — 1
- Род Paracerura — 2
- Род Parisotoma — 26 (Parisotoma octooculata)
- Род Pentacanthella — 1
- Род Procerura — 13
- Род Protodesoria — 1
- Род Protoisotoma — 2
- Род Psammisotoma — 5
- Род Pseudisotoma — 8
- Род Pseudosorensia — 4
- Род Pteronychella — 4
- Род Rhyniella — 1
- Род Sahacanthella — 1
- Род Secotomodes — 2
- Род Semicerura — 3
- Род Sericeotoma — 1
- Род Setocerura — 6
- Род Sibirisotoma — 1
- Род Spinocerura — 2
- Род Tiancanthella — 1
- Род Tibiolatra — 1
- Род Tomocerura — 6
- Род Vertagopus — 25

### Pachyotominae
Подсемейство Pachyotominae — 30 видов
- Род Coloburella — 8 видов
- Род Jestella — 2
- Род Pachyotoma — 16
- Род Paranurophorus — 1 вид
- Род Propachyotoma — 1 вид †